# Lista de membros da Royal Society eleitos em 1817
Membros da Royal Society eleitos em 1817.

## Fellows of the Royal Society (FRS)
1. John Baillie of Leys (1772–1833)
2. Edward Thomas French Bromhead (1789–1855)
3. William Burroughs (-1829)
4. George Byng, 6th Viscount Torrington (1768–1831)
5. Joseph Constantine Carpue (1764–1846)
6. Frederick Sylvester North Douglas (1791–1819)
7. Robert Dundas, 2nd Viscount Melville (1771–1851)
8. Hugh Fortescue, 2nd Earl Fortescue (1783–1861)
9. Augustus Granville (1783–1872)
10. Edward Hanmer (1758–1821)
11. James Rawlins Johnson (-1840)
12. William Lambton (1756–1823)
13. Thomas Legh (1793–1857)
14. John William Mackie (ca. 1788-)
15. William Macmichael (1784–1839)
16. John Maddy (ca. 1765–1853)
17. Macvey Napier (1776–1847)
18. Gore Ouseley (1770–1844)
19. Henry John Peachey, 3rd Baron Selsey (1787–1838)
20. William Petre, 11th Baron Petre (1793–1850)
21. Thomas Stamford Raffles (1781–1826)
22. John Reeves (1774–1856)
23. William Somerville (1771–1860)
24. William Strutt (1756–1830)
25. Peter Evan Turnbull (1786–1852)
26. John Ashley Warre (1787–1860)